# Ламија (Салерно)
Ламија (итал. Lamia) је насеље у Италији у округу Салерно, региону Кампанија.
Према процени из 2011. у насељу је живело 241 становника. Насеље се налази на надморској висини од 29 м.